# R.F. Beerling
Reinier Franciscus Beerling (Gorinchem, 7 april 1905 – Leiden, 29 november 1979) was een Nederlandse filosoof. Hij studeerde filosofie, sociologie en geschiedenis aan de Universiteit van Amsterdam en in Groningen.
R.F. Beerling promoveerde op 27 november 1945 aan de Universiteit van Amsterdam met als thema de moderne doodsproblematiek. Met de publicatie van deze dissertatie zette hij de toon van het eerste debat over het moderne existentialisme in Nederland. Vanaf 1946 tot 1958 was Beerling hoogleraar filosofie aan de Noodhogeschool in Batavia en van 1958 tot 1973 hoogleraar wijsgerige sociologie in Leiden. Hij was bijzonder geïnteresseerd in de filosofie van de geschiedenis en in het werk van Hegel.

## Werken
- Antithesen. Vier studies. Met een voorwoord van J. Huizinga, 1935
- Crisis van den mensch. Beschouwingen over de existentiephilosophie, 1938
- Moderne doodsproblematiek. Een vergelijkende studie over Simmel, Heidegger en Jaspers (proefschrift), 1945
- Onsocratische gesprekken. Vijf wijsgerige dialogen en een proloog, 1949
- Kratos. Studies over macht, 1956
- De list der rede in de geschiedenisfilosofie van Hegel, 1959
- Heden en verleden. Denken over geschiedenis, 1962
- Filosofische geschriften: Rudolf Eucken, Henri Bergson, Bertrand Russell (inl. door Beerling en Delfgaauw), 1963
- Wijsgerig-sociologische verkenningen, 2 delen, 1964/65
- De transcendentale vreemdeling : een studie over Husserl, fenomenologie en sociale wetenschappen, 1965
- Ideeën en idolen. Autobiografisch in- en uitgeleid, 1968
- De sociologie van Georg Simmel, 1969
- Argumenten - sceptisch en antisceptisch. Vrije oefeningen langs socio-filosofische grenzen, 1972
- Sociologie en wetenschapscrisis. Van oratie (1959) tot peroratie (1973), 1973
- Wittgenstein geeft te denken. Zesentwintig commentaren en een inleiding, 1974
- Inleiding tot de wetenschapsleer, 1975
- Het cultuurprotest van Jean-Jacques Rousseau. Studies over het thema pathos en nostalgie, 1977
- Van Nietzsche tot Heidegger. Drie studies, 1977
- Niet te geloven. Wijsgerig schaatsen op godgeleerd ijs. Met kritisch commentaar van H.J. Adriaanse, H. Berkhof en H.J. Heering, 1979

- Digitale Bibliotheek voor de Nederlandse Letteren: beer024
- Gemeinsame Normdatei: 127037292
- International Standard Name Identifier: 0000 0001 2147 5572
- Library of Congress Control Number: n79120656
- Nationale Bibliotheek van Tsjechië: xx0243325
- Nationale Bibliotheek van Israël: 987007427534905171
- Nederlandse Thesaurus van Auteursnamen: 068799349
- Système universitaire de documentation: 094676445
- Virtual International Authority File: 110132683
- WorldCat: E39PBJgH8XxTqkJft3Pyr8wt8C